# Øverstraumen
Øverstraumen er en fjordarm af Ranfjorden i Rana kommune i Nordland fylke i Norge. Fjorden har indløb ved sundet Straumkjeften i syd og går 5,5 kilometer mod nord til Straumsbotn. Den yderste del af fjorden er trang, men nord for Nordgården, som ligger på vestsiden, åbner den sig. Denne del af fjorden bliver kaldt Sveet. Fra Sveet går sundet Auran mod øst, før fjorden svinger nordover igen. Længst mod nord på østsiden ligger bebyggelsen  Jamtjorda. Herfra  går Straumbotnet ind til bebyggelsen med samme navn.